# Burg Lenkersheim
Die Burg Lenkersheim ist eine abgegangene mittelalterliche Wasserburg vom Typus einer Turmhügelburg (Motte) östlich neben der Ortskirche Zur Heiligen Dreifaltigkeit in Lenkersheim, einem heutigen Gemeindeteil von Bad Windsheim im Landkreis Neustadt an der Aisch-Bad Windsheim in Bayern.
Die Burg wurde 1199 erwähnt. Zu dieser Zeit wurde der Ort stark befestigt und die Kirche in Nähe der Aisch erbaut und mit einem Wassergraben gesichert. Ein Ritter Col von Lenkersheim wird 1228 als Burgherr erwähnt, dessen Geschlecht im 13. Jahrhundert ausstarb. 1381 wurde die Burg durch Truppen der Reichsstadt Windsheim wegen Raubrittertums zerstört, als sich das Volk gegen den Adel auflehnte.